# Wolf-Dietrich Oschlies
Wolf-Dietrich Oschlies (* 19. Februar 1953 in Hildesheim; † 28. Mai 2016) war ein deutscher Ruderer, der für die Bundesrepublik Deutschland antrat.

## Leben
Der 1,97 m große Ruderer vom Hannoverschen Ruder-Club von 1880 war 1969 mit dem Achter Vierter der Junioren-Weltmeisterschaften, 1970 war er Vizeweltmeister der Junioren im Vierer mit Steuermann. Seinen ersten deutschen Meistertitel gewann 1975 Oschlies zusammen mit Otmar Kaufhold im Zweier ohne Steuermann. 1976 und von 1978 bis 1980 gewann Oschlies den Meistertitel im Achter. Bei den Olympischen Spielen in Montreal belegte er 1976 mit dem Achter den vierten Platz. 1977 belegte Oschlies zwar bei den deutschen Meisterschaften im Achter nur den zweiten Platz, gehörte aber trotzdem bei den Weltmeisterschaften 1977 zu der Crew, die die Bronzemedaille gewann.
1978 gewann Oschlies zusätzlich zum Achter zwei deutsche Meistertitel: Zusammen mit Gabriel Konertz und Helmut Sassenbach siegte er im Zweier mit Steuermann. Mit Gabriel Konertz, Frank Schütze, Wolfram Thiem und Dirk Große-Loheide siegte er im Vierer mit Steuermann. Bei den Weltmeisterschaften 1978 ruderten Konertz, Schütze, Thiem, Oschlies und Sassenbach zur Silbermedaille hinter dem Boot aus der DDR. 1979 gewannen Andreas Görlich, Schütze, Thiem, Oschlies und Steuermann Manfred Klein den deutschen Meistertitel. Bei den Weltmeisterschaften 1979 erhielt der deutsche Vierer die Bronzemedaille hinter den Booten aus der DDR und der Sowjetunion. 1980 gewann Oschlies mit Hermann Greß und Manfred Klein die deutsche Meisterschaft im Zweier mit Steuermann, zusammen mit Schütze und Thiem siegte die Crew auch im Vierer mit Steuermann. Nach dem wegen des Olympiaboykotts verpassten Olympiastart 1980 beendete Wolf-Dietrich Oschlies seine internationale Karriere.